# Cão-guaxinim japonês
Cão-guaxinim japonês, também conhecido como tanuki (狸 ou たぬき, [tanɯki]) é uma espécie do Nyctereutes, família canídea típica do Japão, é uma subespécie do cão-guaxinim asiático.

## Nome
Enquanto os tanuki são proeminintes no folclore japonês e provérbios, eles não são claramente distinguidos de outros animais com aparência similar. Em dialetos locais, tanuki e mujina (狢, kyujitai: 貉) podem se referir a cão-guanixins ou  texugos. Um animal conhecido como tanuki numa região pode ser conhecido como mujina em outra região. No dialeto padrão moderno de Tóquio, tanuki se refere a cão-guaxinins e anaguma se refere a texugos. Pratos regionais conhecidos como tanuki-jiru ("sopa de tanuki") não contém tanuki. Algumas regiões do norte, rurais, podem comer guisado de tanuki (tanuki shichuu).

## No folclore

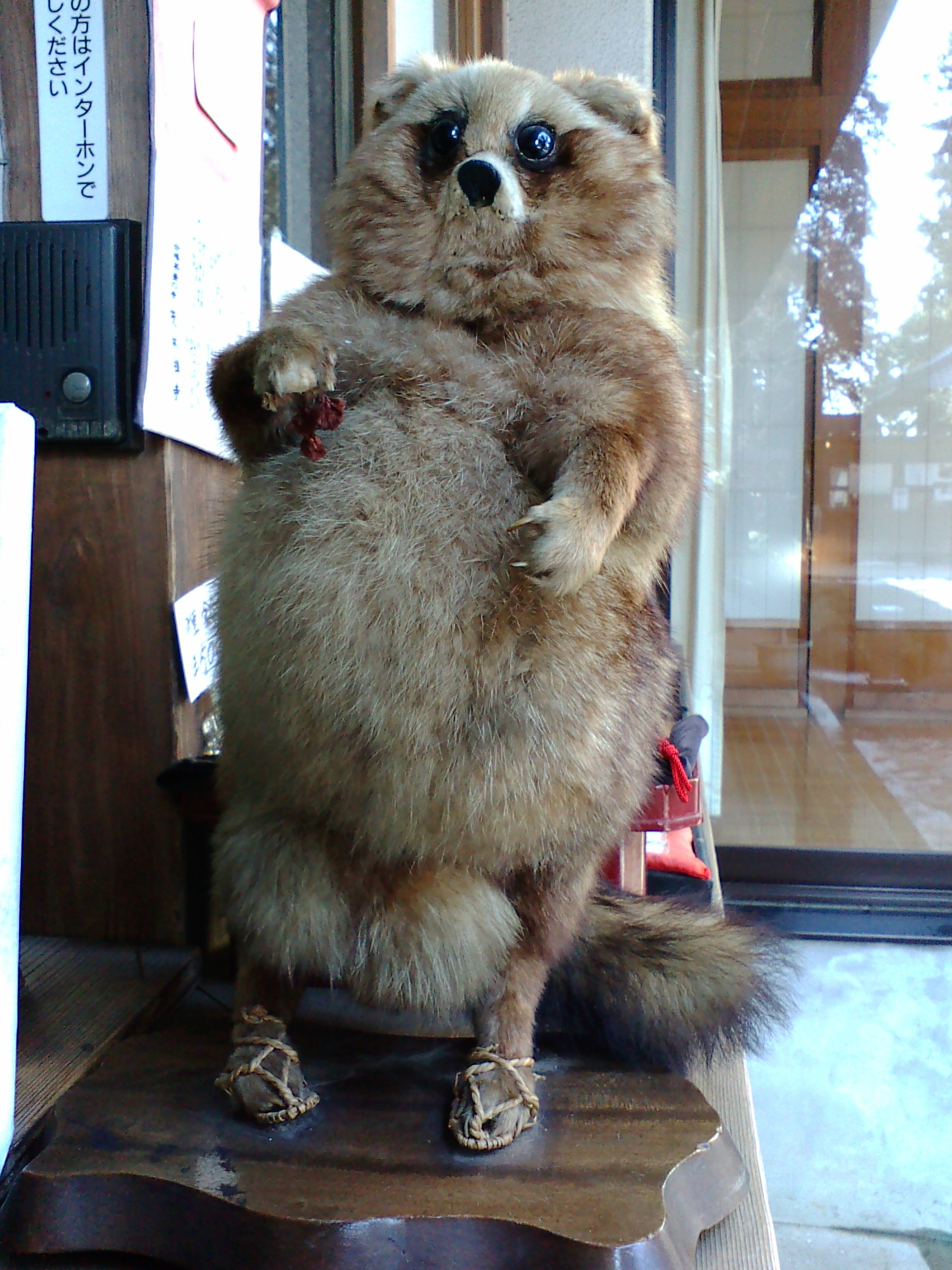
Taxidermia de um cão guaxinim japonês utilizando waraji em seus pés. Este tanuki é mostrado em um templo budista no Japão, no local da história de folclore Bunbuku Chagama.

Faz parte da mitologia japonesa desde tempos antigos. O Tanuki místico é travesso e alegre, mestre no disfarce e na troca de formas.
Enquanto as histórias das Kitsune são muito sérias, as do tanuki são mais divertidas. Também mais ingênua, dizem que o tanuki adora saquê e é frequentemente retratado com uma garrafa de saquê em uma mão e uma nota promissória na outra (uma conta que ele nunca paga). Até hoje suas estátuas podem ser vistas especialmente do lado de fora de restaurantes e bares para atrair clientes.
Muitas vezes confundido com o mujina, é culpado por todas as aparições fantasmagóricas. Parece ter uma queda por bebidas, comidas e mulheres. Adora pegar folhas e transformá-las em dinheiro, enganando todos. Também é bom em se transformar em objetos inanimados.